# Cephalodasyidae
Cephalodasyidae zijn een familie van de buikharigen. 

## Taxonomie
De volgende geslachten zijn bij de familie ingedeeld:
- Cephalodasys Remane, 1926
- Dolichodasys Gagne, 1977
- Mesodasys Remane, 1951
- Paradasys Remane, 1934
- Pleurodasys Remane, 1927

### Synoniemen
- Psammodasys => Cephalodasys Remane, 1926
- Thiodasys Boaden, 1974 => Megadasys Schmidt, 1974